# Pesi Piuma (gruppo musicale)
I Pesi Piuma sono un duo rap milanese composto dall'MC Hego e dal DJ e produttore Mars.

## Storia del gruppo

### Antefatti
La storia dei Pesi Piuma inizia nel 1998 con la creazione dei La Combutta. Il gruppo, originariamente formato da quattro elementi, comincia a farsi sentire nella scena underground milanese con il demo Gente Seria. L'anno successivo, il 1999, vede l'uscita di un primo demo lavorato a quattro mani da Hego e Mars, dal titolo 2/3. Già dal titolo è possibile capire che il lavoro coinvolge solo due elementi del gruppo, che nel frattempo è passato da quattro a tre partecipanti. Il gruppo cambia infatti il nome in Tre di Picche e realizza un ulteriore demo, Mondo Bastino ed alcuni singoli; inoltre partecipa nel 2002 a Sun' n' Sound, un concorso per band emergenti organizzato dal Corriere della Sera, posiziandosi al terzo posto.
Mondo Bastino è l'ultimo lavoro pubblicato dal trio, che con la perdita di un ulteriore elemento diviene il duo Pesi Piuma.

### I Pesi Piuma
L'origine del nome Pesi Piuma è da ricercare nella visione che i due esponenti del gruppo hanno della vita di ogni giorno, un combattimento, cui il termine pugilistico ben si adatta. I primi passi come duo vedono Hego e Mars partecipare alla compilation Onde anomale, nel 2003, con un pezzo dal titolo Per le strade. Il 2004 li vede ancora su Onde Anomale con il brano Summermics e il 2005 con People.
Nel frattempo i due partecipano al festival Onde Rocks (maggio 2004) conquistando il secondo posto, mentre a settembre dello stesso anno vengono chiamati a prendere parte alla compilation di Radio Italia Network Street Flava 2nd Avenue, alla quale partecipano con il brano Pellicole bruciate (successivamente inserito nell'album di debutto 126 libbre).
Il febbraio del 2005 vede l'uscita dell'esordio sulla lunga distanza 126 libbre, in cui i due hanno modo di collaborare con esponenti di livello della scena milanese come Jack the Smoker e Asher Kuno, della scena varesina come Livio (Hugaflame) e Palla e con lo svizzero DJ S.I.D..
Nel 2005 partecipano alle selezioni per il Da Bomb 2005, arrivando terzi alla finale dell'Underground Skillz e alla compilation Totalmente Indipendente, con il pezzo X-Generation. La Street Flava 3rd Avenue vede di nuovo la collaborazione dei Pesi Piuma, con il pezzo Pensavi male, così come la compilation Quella sporca dozzina, prodotta da Remida Records per il programma di Rai 2 Quei bravi ragazzi. La compilation è un insieme di pezzi ispirati a vari film e il contributo del duo milanese si concretizza con la traccia L'avvocato del diavolo.
Nel 2007 esce il secondo album del gruppo, dal titolo Broadway, che vede anch'esso numerose collaborazioni, tra cui quelle di Palla, Livio, Vacca, Maxi B, DJ Yaner, Taglia, Darkeemo & Nippon (CohibaPlaya), Blumi e gli Hugaflame e li conferma come una realtà ben affermata del panorama hip hop milanese.

### Progetti paralleli
Nel 2008, Hego pubblica l'EP Meets J Dilla, scaricabile gratuitamente dal Myspace del gruppo. Questo disco presenta le rime dell'MC su basi realizzate dal produttore statunitense J Dilla, in quello che vuole essere un tributo al genio del produttore di Detroit, scomparso precocemente nel 2006.
Nel dicembre del 2008 esce un singolo intitolato Casting con relativo videoclip che vede HegoKid collaborare con il gruppo pop/rock Garage 39. Il pezzo, dalle forti sonorità crossover, è una forte critica al mondo attuale dello spettacolo, del successo e dei soldi facili. Il video invece crea molto rumore attorno a sé perché prende una piega sociale, con l'obiettivo di sensibilizzare i giovani ascoltatori sulla tematica della mancanza di adeguate norme di sicurezza nei posti di lavoro, e sulle morti bianche.

#### Murder King
Nel 2009 i rapporti già esistenti tra Pesi Piuma e Hugaflame hanno portato Hego e Dydo, esponenti dei due gruppi, ad unirsi per dare vita a un nuovo progetto, chiamato Murder King. Esso rappresenta un progetto ambizioso in cui alla musica si assocerà l'arte fumettistica. I due MC daranno voce ai protagonisti del fumetto, che uscirà in contemporanea con il progetto musicale, cambiando per l'occasione i propri nomi di battaglia con l'adozione di due alter ego: Lil' H (Hego) e D-Kay (Dydo). Il primo album del duo, intitolato Il pasto più breve della tua vita..., è stato pubblicato il 6 giugno 2009 e diffuso gratuitamente grazie a Hano.it.

## Discografia

### Album in studio
- 2005 – 126 Libbre
- 2007 – Broadway

### Altre partecipazioni

#### Collaborazioni
- 2005 – La rabbia e l'orgoglio - Nippon feat. HegoKid & Dave (presente nell'album Kamikaze di Nippon)
- 2005 – Block Rebels (presente nell'album Gang Bang di Carlito)
- 2006 – Black Rebels (presente nell'album Brotha Fight di Kj Noone)
- 2007 – Future Rap - Fedez feat. HegoKid & Cianuro (presente nell'album Pat-a-Cake di Fedez)
- 2008 – Impossibile nascondersi - Matt Manent feat. Palla & HegoKid (presente nell'album Palestra di vita di Matt Manent)
- 2008 – Devo - Cohiba Playa feat. HegoKid (presente nell'album Radiodays dei Cohiba Playa)
- 2008 – Stressed Out - HegoKid feat. Cohiba Playa (presente nell'album Hagakure di Big Aim & Iaki)
- 2008 – Su col morale - Huga Flame feat. HegoKid & Lana (presente nell'album Facce da Huga degli Huga Flame)
- 2008 – M.I.L.A.N.O. - Yeez Beez feat. HegoKid (presente nell'album Yeez Beez Street Album)
- 2010 - In giacca e cravatta (prod. Mars) - Cristal & JayHell ft. HegoKid  (presente nell'album Puro Piacere Personale di Cristal & JayHell)

#### Altre tracce
- 2003 – Per le strade (presente nella compilation Onde Anomale 1)
- 2004 – Summermics (presente nella compilation Onde Anomale 2)
- 2004 – Pellicole bruciate (presente nella compilation Street Flava 2nd Avenue - Saifam/Self)
- 2005 – People (presente nella compilation Onde Anomale 3)
- 2005 – X Generation (presente nella compilation Totalmente Indipendente - Techno Publishing)
- 2005 – Pensavi male (presente nella compilation Street Flava 3rd Avenue - Saifam/Self)
- 2006 – Come fai (inedito)
- 2006 – Milano (presente nella compilation Il suono del sottosuolo - Block Records/Self)
- 2006 – Down with Hano (inedito)
- 2006 – Vuoi rappare come me (Can I Have It Like That RMX) (inedito)
- 2006 – Struggle Days (presente nella compilation Onde Anomale 4)
- 2007 – Merda in bocca (presente nella compilation 9000 giri Mixtape)
- 2007 – L'avvocato del diavolo (presente nella compilation Quella sporca dozzina - Remida Records/ Self)
- 2007 – Ridin' RMX (presente nella compilation Deadly Combination Mixtape di Dj Tsura & Luda - Vibrarecords)
- 2007 – L'hip hop non fa per te (Hip Hop Is Dead RMX) - esclusivo per www.hano.it
- 2008 – In pochi secondi (presente nella compilation La mia strada - Milano Ovest)
- 2009 – Casting - HegoKid feat. Garage 39 (inedito)